# Denis Feix
Denis Feix (* 22. Oktober 1975 in Werdohl) ist ein deutscher Koch.

## Werdegang
Feix ging nach Ausbildung 1995 zum Restaurant Waldhorn bei Albert Bouley in Ravensburg (ein Michelinstern). 1997 wechselte er zu Dieter Müller ins Schloss Lerbach nach Bergisch Gladbach (drei Michelinsterne). 1998 ging er zum Restaurant Marcobrunn bei Joachim Wissler in Eltville-Erbach (zwei Michelinsterne), 1999 ins Restaurant Résidence zu Berthold Bühler und Henri Bach nach Essen (zwei Michelinsterne) und 2000 ins Restaurant La Table zu Thomas Bühner in Dortmund (zwei Michelinsterne). 2001 wurde er Küchenmeister bei der IHK Dortmund. Danach ging er als Souschef zu Christian Bau ins Restaurant Schloss Berg in Perl-Nennig (zwei Michelinsterne) und 2002–2006 erneut ins Résidence in Essen.
Ab Februar 2006 war er Küchenchef im Restaurant Il Giardino im Columbia Hotels & Resorts in Bad Griesbach, wo er 2008 mit einem Michelin-Stern und 2009 mit 17 Punkten im Gault Millau ausgezeichnet wurde. 2012 wurden dem Restaurant zwei Michelinsterne verliehen. Im Mai 2016 wurde das Restaurant Il Giardino geschlossen.
Ab 2017 war Denis Feix Küchenchef des Restaurants Zirbelstube im Hotel am Schlossgarten in Stuttgart, das seitdem mit einem Michelinstern ausgezeichnet wird. Ende Juni 2021 wurde das Hotel am Schlossgarten für drei Jahre wegen Renovierung geschlossen; von März bis Juni 2022 wurde das Restaurant noch einmal geöffnet.
Im Winter 2022 wurde er Küchenchef im Restaurant Marburger Esszimmer in Marburg. 2023 wurde das Restaurant mit einem Michelinstern ausgezeichnet.

## Auszeichnungen (Auswahl)
- 2007: Entdeckung des Jahres, Gault Millau[8]
- 2008: Aufsteiger des Jahres, Gusto[9]
- 2008: Ein Stern im Guide Michelin 2009 für das Restaurant Il Giardino in Bad Griesbach[10]
- 2012: Zwei Sterne im Guide Michelin 2013 für das Restaurant Il Giardino in Bad Griesbach[10]

## Publikationen
- Denis Feix Kochkunst: 3. Eigenverlag, 2016, ISBN 978-3-0005-2599-5.[11]

## Belege
1. ↑  Zweiter Stern. (Memento vom 9. Dezember 2012 im Webarchiv archive.today) auf: restaurant-ranglisten.de, 18. Oktober 2012.
2. ↑  Aus für Denix Feix im Il Giardino - Restaurant Ranglisten. 26. Mai 2016, archiviert vom Original; abgerufen am 15. März 2025.
3. ↑  Restaurant Zirbelstube in Stuttgart. Speisekarte, Preise, Bewertungen & Ranglisten. Abgerufen am 6. August 2020.
4. ↑  Althoff Hotel am Schlossgarten schließt für drei Jahre. Abgerufen am 23. Januar 2022.
5. ↑  Gourmet Report: Kathrin und Denis Feix in der Zirbelstube. 9. März 2022, abgerufen am 18. September 2022 (deutsch).
6. ↑  Neues Projekt für Denis und Kathrin Feix. Abgerufen am 15. Oktober 2022.
7. ↑  Marburger Esszimmer. Abgerufen am 15. März 2025 (deutsch).
8. ↑  dpa: Gault Millau 2007. In: Die Welt. 16. November 2006 (welt.de [abgerufen am 15. Oktober 2022]).
9. ↑  jbenno: jbenno | kuirejo.de | Seite 6. Abgerufen am 15. Oktober 2022 (deutsch).
10. 1 2  Denis Feix | Restaurant Ranglisten. Abgerufen am 15. März 2025 (deutsch).
11. ↑  Kochbuch - Denis Feix. 26. Mai 2016, archiviert vom Original am 26. Mai 2016; abgerufen am 6. Dezember 2020.

| Personendaten    | Personendaten    |
| ---------------- | ---------------- |
| NAME             | Feix, Denis      |
| KURZBESCHREIBUNG | deutscher Koch   |
| GEBURTSDATUM     | 22. Oktober 1975 |
| GEBURTSORT       | Werdohl          |